# Zscheplitz

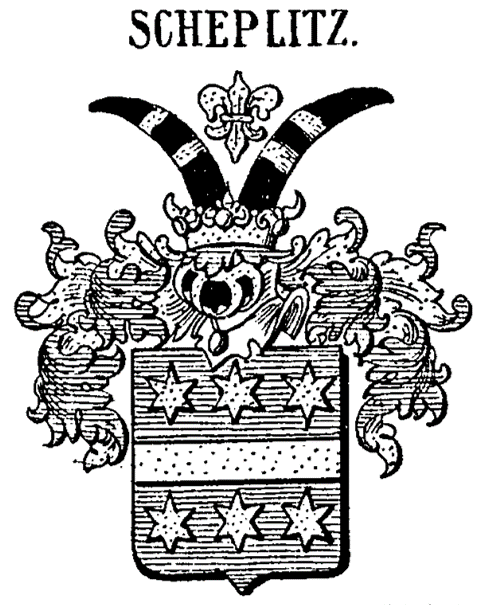
Wappen derer von Zscheplitz / Scheplitz bei Johann Siebmacher

Die Familie von Zscheplitz, auch Zschepplitz, Schep(p)litz oder Tzschep(p)litz, ist ein ausgestorbenes sächsisches Adelsgeschlecht, das in der Weißenfelser Pflege auf mehreren Gütern ansässig war. Dazu zählten der Sattelhof in Domsen und das Dorf Grunau. Beide Besitzungen waren Lehn des Bistums Meißen zu Wurzen.

## Geschichte
Über die Familie von Zscheplitz, deren Erbbegräbnis sich in der Kirche in Domsen befand, sind nur relativ wenige Nachrichten überliefert. Durch den Abriss der einst in deren Besitz befindlichen Orte Domsen und Grunau aufgrund der Erweiterung des Braunkohlentagebaues ist die Erinnerung an dieses Adelsgeschlecht fast erloschen.
Bereits 1582 wird Georg von Zscheplitz als Besitzer des Rittergutes (Sattelhofes) Domsen genannt. 1587 erwarb er das nahegelegene Dorf Grunau, das sich zuvor lange Zeit im Besitz der Adelsfamilie von Draschwitz befand. Als Georg von Zscheplitz starb, fiel der Besitz an dessen zwei Söhne Wolf und Hans von Zscheplitz, die sich darauf einigten, dass Wolf von Zscheplitz 1590 bzw. 1592 Lehnsnachfolger des verstorbenen Vaters für Grunau und Domsen wurde.
Wolf von Zscheplitz starb 1599 und hinterließ die drei Söhne Wolf Georg, Georg und Carl von Zscheplitz, wobei die beiden Letzteren damals noch unmündig waren. Testamentarisch erhielten diese beiden Brüder das Dorf Grunau und das väterliche Rittergut Domsen übertragen. Doch 1617 einigten sie sich mit ihrem älteren Bruder Wolf Georg von Zscheplitz, dass er Grunau und Domsen übernimmt und sie auszahlt. 1623 waren die beiden jüngeren Brüder bereits tot. Georg von Zscheplitz, der mit Elisabeth von Helldorff verheiratet war, hatte den unmündigen Sohn Wolf Jobst von Zscheplitz und eine Tochter hinterlassen. Der jüngste Bruder Carl hinterließ ebenfalls einen Sohn, Wolf Dietrich, der wohl schon in jüngen Jahren verstarb. Als Wolf Jobst 1636 volljährig war erhielt er die Mitbelehnschaft an Domsen und Grunau, dann verliert sich seine Spur.
Der Rittergutsbesitzer Wolf Georg von Zschepliz auf Domsen und Gruna starb Ende 1625 als kursächsischer Generalproviantmeister und sein Besitz fiel an die Söhne Hans Georg und Hans Wolf von Zscheplitz, von denen damals nur der älteste Sohn Hans Georg von Zscheplitz volljährig war. Doch dieser starb bereits am 29. Oktober 1628, wodurch seine Besitzhälfte seinem jüngeren Bruder Hans Wolf zufiel. 
Da sich damals bereits abzeichnete, dass die Familie von Zscheplitz durchaus einmal aussterben könnte, sicherten sich drei der obersten Landesbeamten des Kurfürsten Johann Georg I. von Sachsen am 4. April 1634 die Anwartschaft auf das Rittergut Domsen und das Dorf Grunau für den Fall des Fehlens männlicher Lehnserben der Familie von Zscherbitz zu, was bekanntlich 1696 tatsächlich auch eintrat.
1644 starb Hans Wolf von Zscheplitz als alleiniger Besitzer von Domsen und Grunau. Seine Witwe Christina zeigte den Tod ihres Ehemannes an und verwies gleichzeitig auf ihren einzigen, damals 5 Jahre alten Sohn Wolf Georg und drei Töchter, die aus der Ehe hervorgegangen waren. Der Sohn wurde nach erreichter Volljährigkeit der neue Gutsbesitzer. Er starb am 4. Mai 1684 und wurde von seinem gleichnamigen Sohn Wolf Georg von Zscheplitz beerbt, mit dessen Tod am 26. Januar 1696 in Weimar dieses sächsische Adelsgeschlecht erlosch.

## Wappen
Blasonierung des Wappens: In Blau ein goldener Balken, oben und unten von je drei goldenen Sternen nebeneinander begleitet. Auf dem gekrönten Helm zwei schwarze, unten spitz zusammengesetzte Steinbockhörner, jedes mit 2 goldenen schmalen Balken (Fäden) belegt, oben dazwischen eine goldene Lilie. Die Helmdecken sind blau-golden.